# Siddharthanagar
Siddharthanagar (nep. सिद्धार्थनगर (भैरहवा)) – miasto w południowym Nepalu; stolica dystryktu Rupandehi; na równinie Taraj; w pobliżu granicy z Indiami; według danych szacunkowych na rok 2010 liczy 66 769 mieszkańców; ośrodek obsługi tranzytowego ruchu turystycznego przy drodze z Pokhary do Gorakhpur w Indiach.